# Karszew (województwo wielkopolskie)

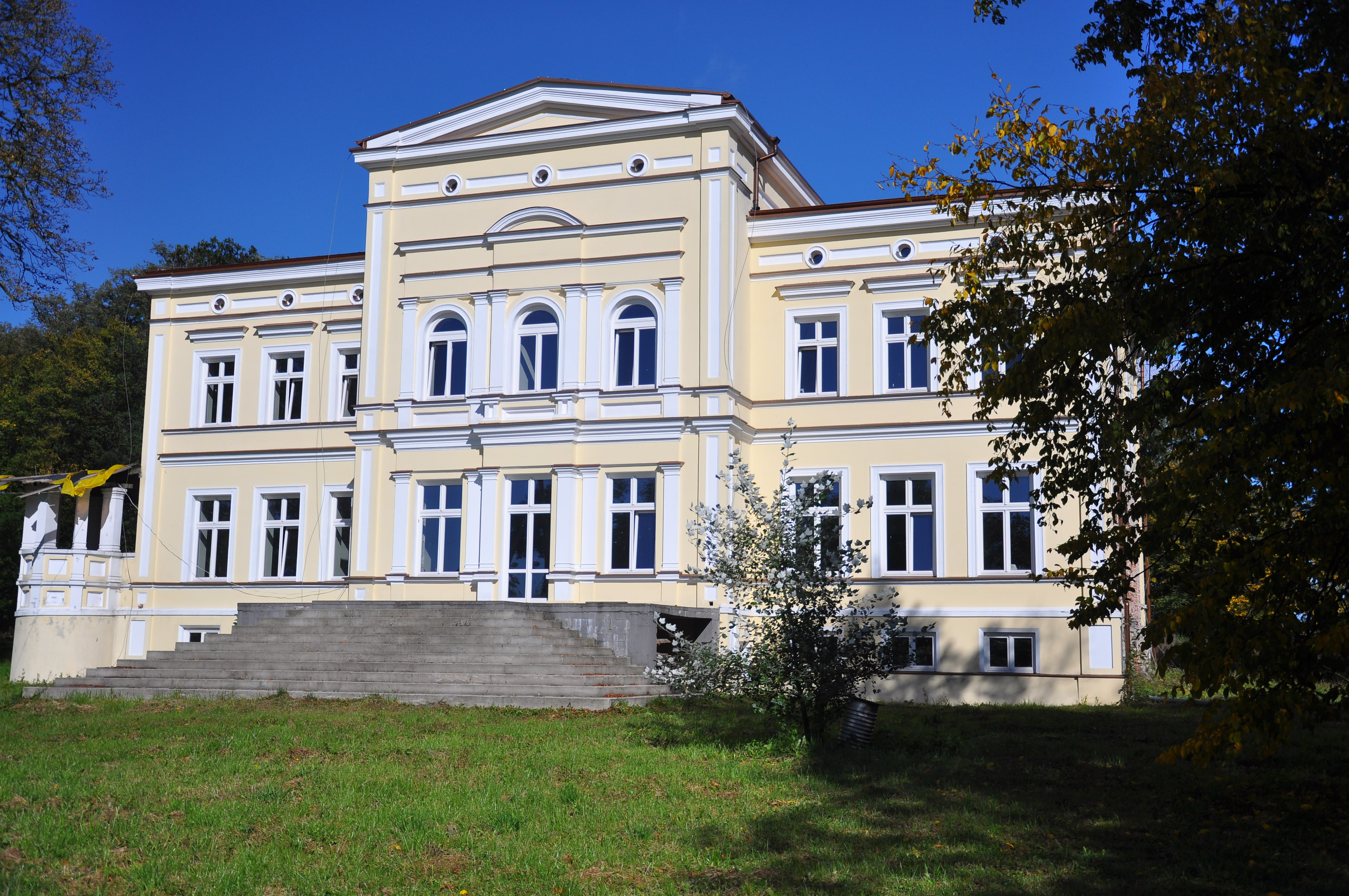
Pałac w Karszewie

Karszew – wieś w Polsce, położona w województwie wielkopolskim, w powiecie kolskim, w gminie Dąbie nad rzeką Ner, nieopodal magistrali kolejowej Śląsk – Wybrzeże. Do 29 września 1954 roku wieś istniała jako gmina Karszew. 
Wieś szlachecka Karszewo położona była w drugiej połowie XVI wieku w powiecie łęczyckim województwa łęczyckiego. W latach 1954–1959 wieś należała i była siedzibą władz gromady Karszew, po jej zniesieniu w gromadzie Wiesiołów. W latach 1975–1998 miejscowość administracyjnie należała do województwa konińskiego.

## Informacje ogólne
Wieś typowo rolnicza, położona wśród łąk oraz trzech strumieni, z których dwa to dopływy Neru. Powierzchnia wsi wynosi 698 hektarów. Obszar, położony na skraju wsi, jest częścią tzw. Dąbskich Błot, obfitujących w zróżnicowaną faunę i florę (głównie ptactwo), w których spotkać można między innymi kormorany, bieliki, przetaczniki oraz wiele innych, rzadkich gatunków ptactwa oraz roślinności.
W Karszewie znajduje się również zabytkowy Zespół Pałacowy z 2 połowy XIX wieku (nr rejestrowy 341/83 z 21.05.1984), w skład którego wchodzi pałac, oficyna oraz park dębowo-kasztanowy. Od 1920 roku ma tutaj swą siedzibę OSP Karszew, zaś od 1937 roku działa także Szkoła Podstawowa, której w 2001 roku nadano imię Stanisława Mikołajczyka.
Na terenie Karszewa odkryto cmentarzysko z okresu kultury łużyckiej, a także pochodzącą z przełomu XVI i XVII wieku osadę nowożytną.
16 listopada 1914 roku, w wyniku starcia wojsk niemieckich i rosyjskich, częściowemu uszkodzeniu uległ zabytkowy pałac w Karszewie.
Od roku 1925 aż do wybuchu II wojny światowej, w ramach uzupełnień wojskowych, majątek ziemski Karszew-Rośle dostarczał polskiej kawalerii kilkadziesiąt koni rocznie.

## Sport
Od 27 lipca 2008 roku w Karszewie działa Ludowy Zespół Sportowy (LZS Karszew). Zespół ten od sezonu 2008/2009 występuje na boiskach konińskiej klasy B.